# Tordera
|  | Aquest article tracta sobre el municipi de Tordera. Vegeu-ne altres significats a «La Tordera». |

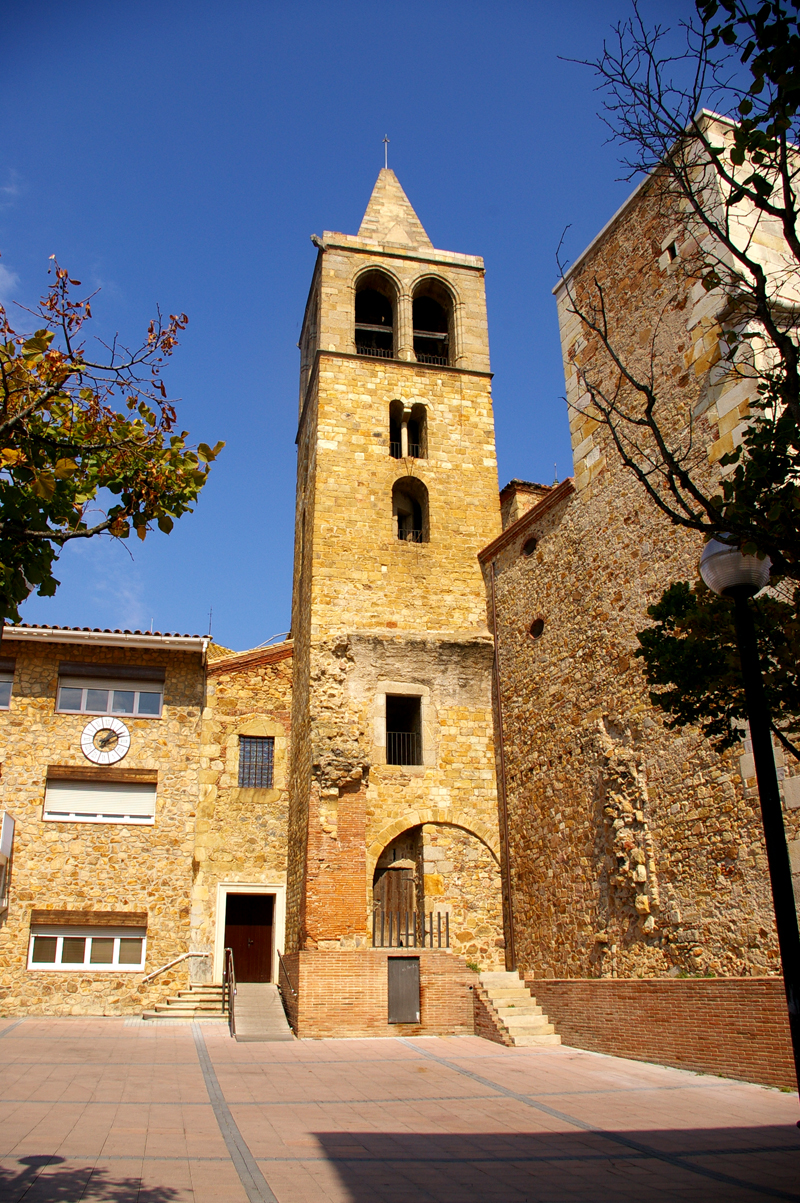
Campanar Església de Tordera

Tordera és un municipi de la comarca del Maresme, situada en la subcomarca de l'Alt Maresme, històricament reclamada pels habitants d'aquest municipi. Es compon d'un nucli històric a la vora de La Tordera, en una vall.

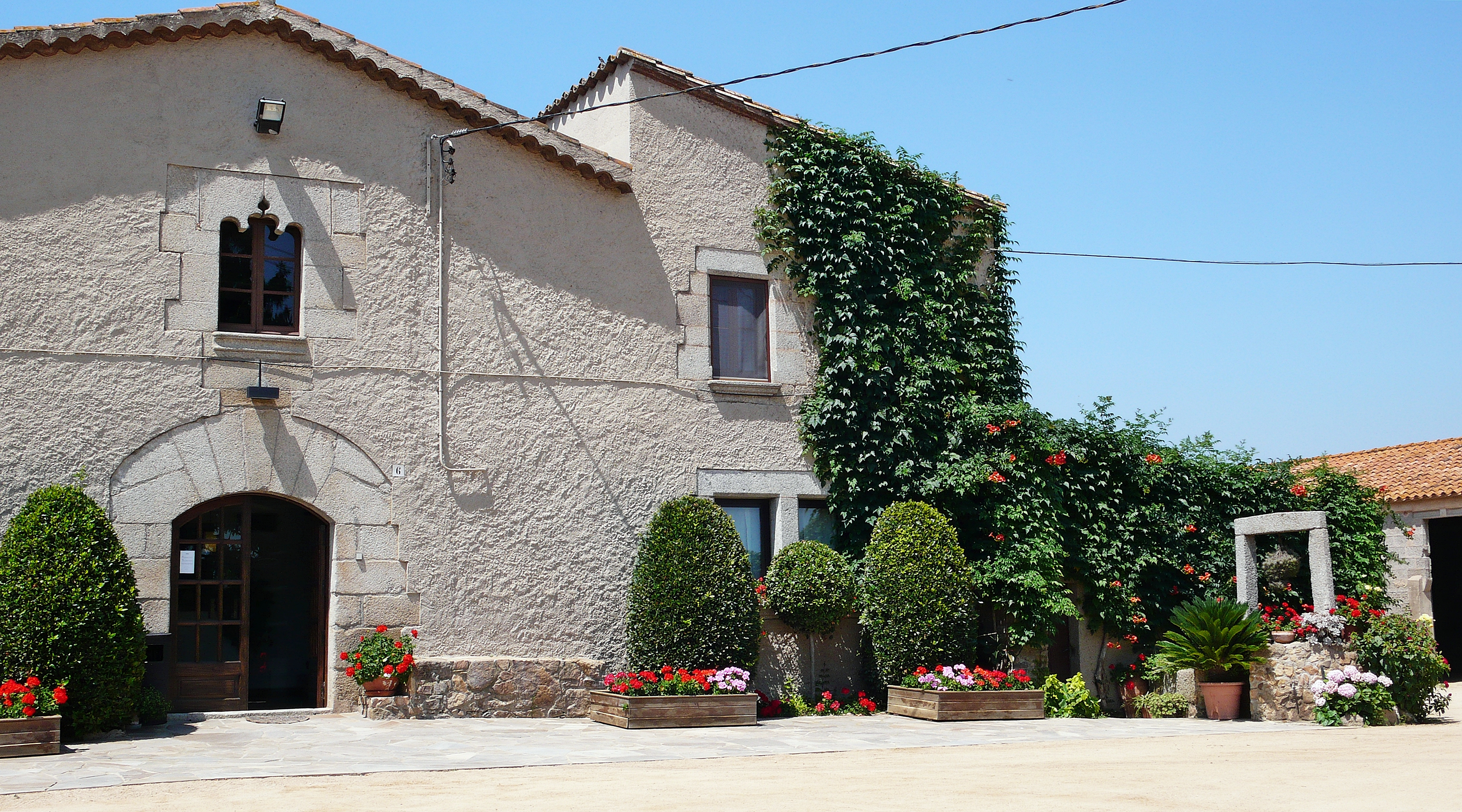
Masia Can Casellas de Tordera

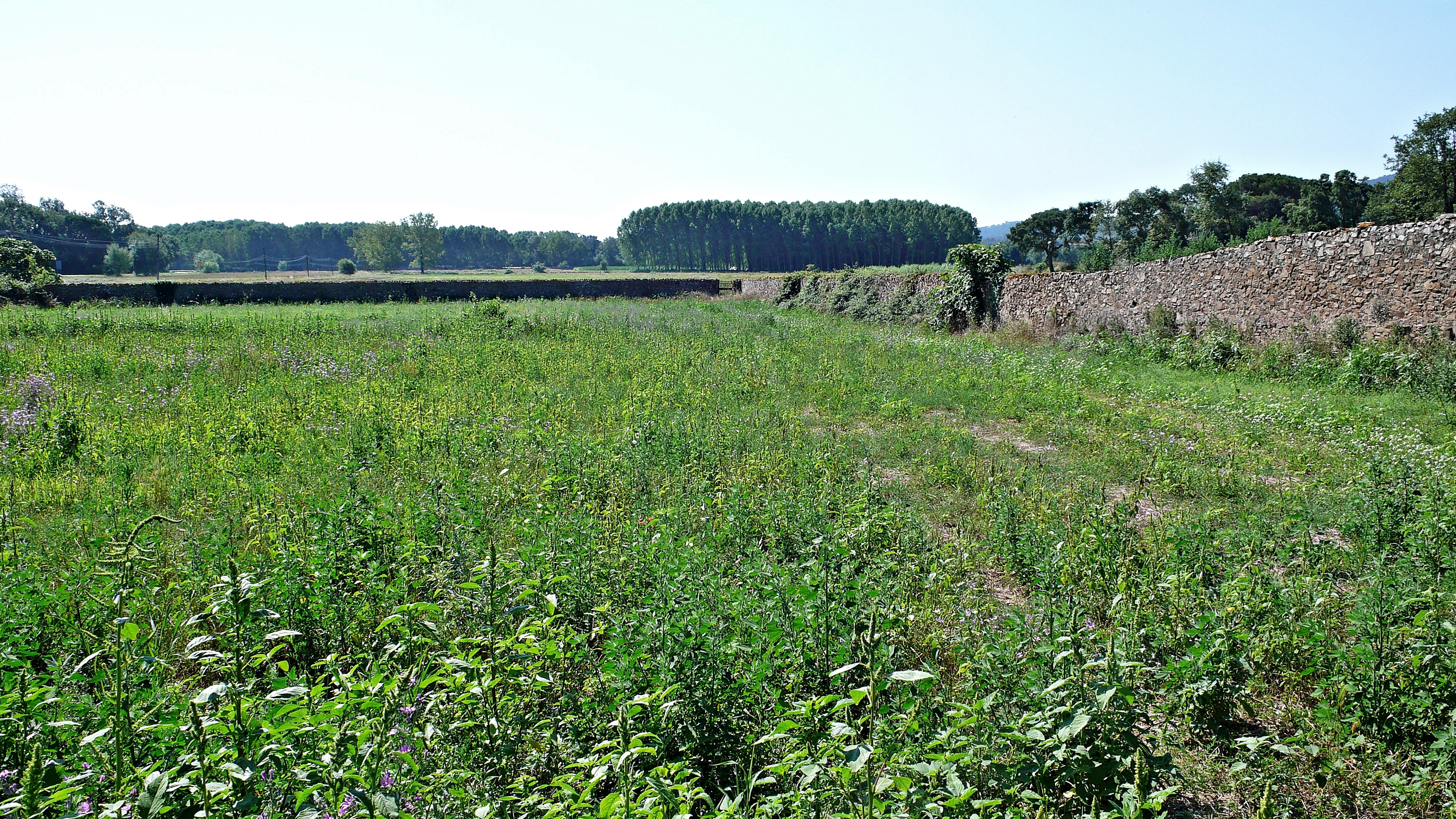
Prats de Tordera

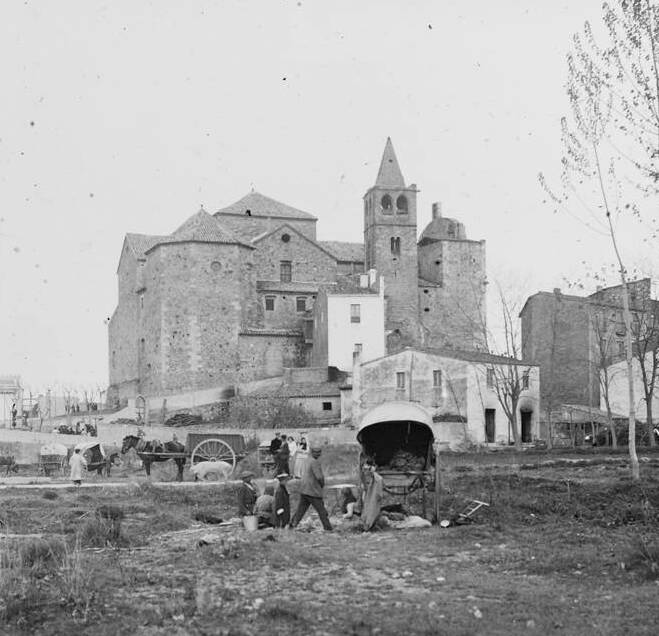
Tordera, 1914

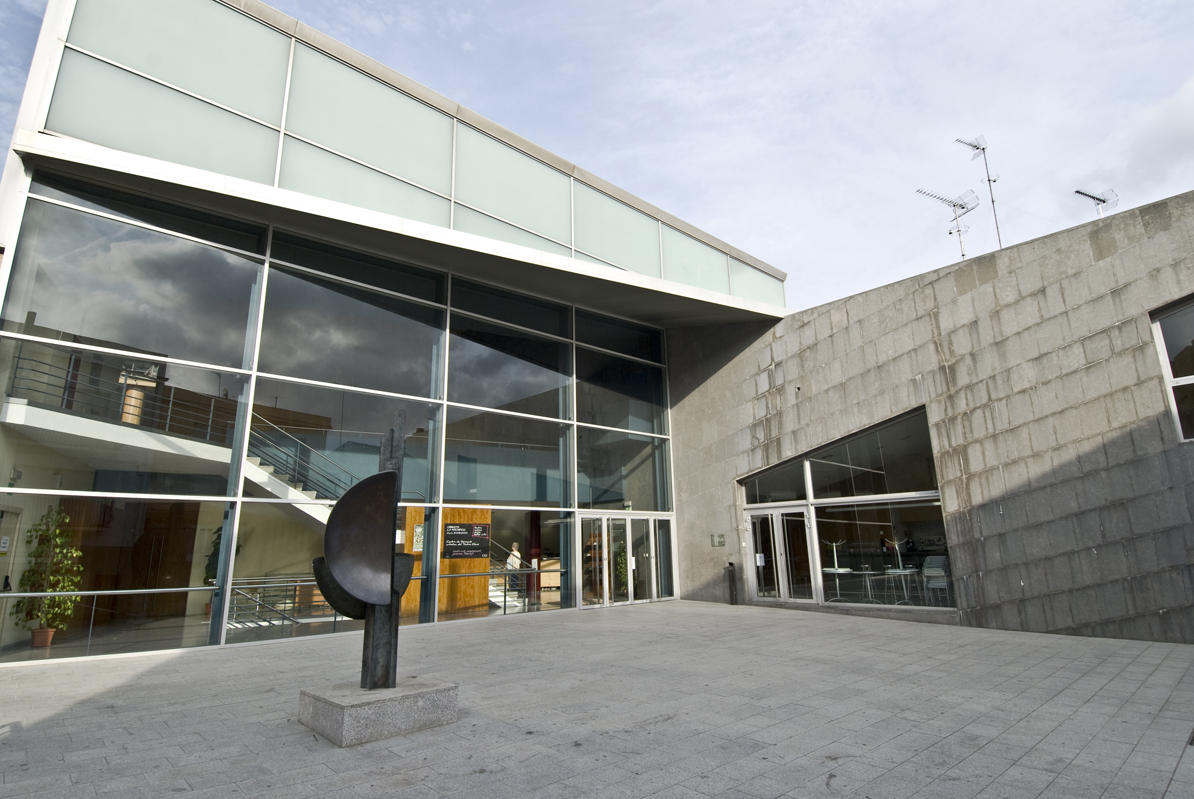
Teatre Clavé

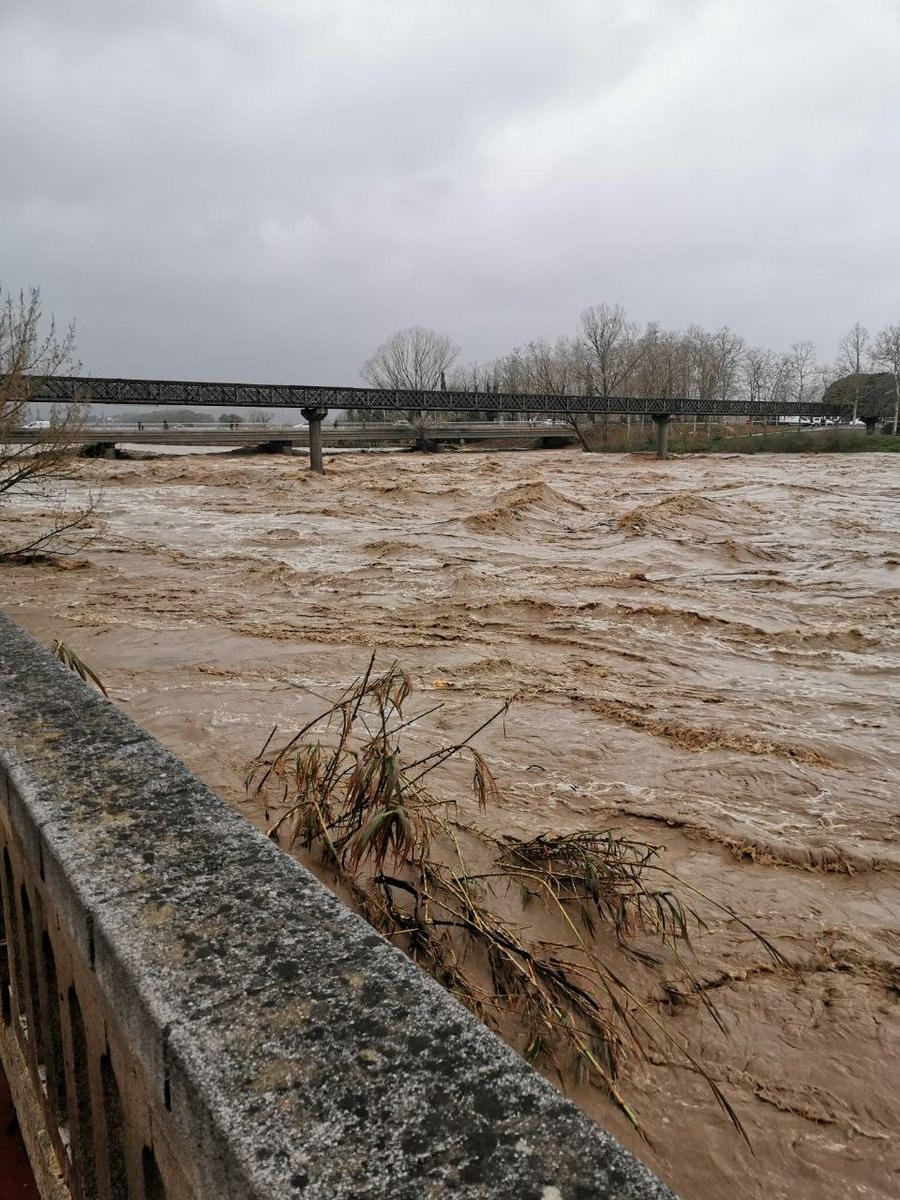
Riu Tordera al seu pas per Tordera durant el temporal Glòria del gener del 2020

Conté diversos barris i urbanitzacions dispersos pel terme municipal: Sant Daniel, Sant Andreu, Sant Jaume i Mas Martí, Sant Pere, Sant Tou, la Fibracolor, Urb. St. Daniel, Niàgara Parc, Àgora Parc, Sant Pere de Riu, Hortsavinyà, el Mas Móra, Mas Reixac -compartit amb Palafolls-, Roca-rossaTerrabrava o Tordera Parc.

## Història
La primera referència d’un territori anomenat Tordera és al s. X, quan ja és situat a l’antic comtat de Girona. Per trobar les primeres vinculacions a la zona de Barcelona hem d’anar fins al segle XIX. Som per tant davant d’una adscripció a Girona quasi mil·lenària. Teritori del Vescomtat de Cabrera, formava part de la Vegueria de Girona i, a partir de la Nova Planta el Segle XVIII, del Corregiment de Girona, fins a l'abolició del règim senyorial i de la formació de les províncies administratives actuals el primer terç del Segle XIX.
L'actual municipi està format pels termes històrics del mateix Tordera, d'Hortsavinyà (incorporat el 1929), de Vallmanya i de Sant Pere de Riu (aquests dos darrers s'havien incorporat al terme d'Hortsavinyà el 1836).

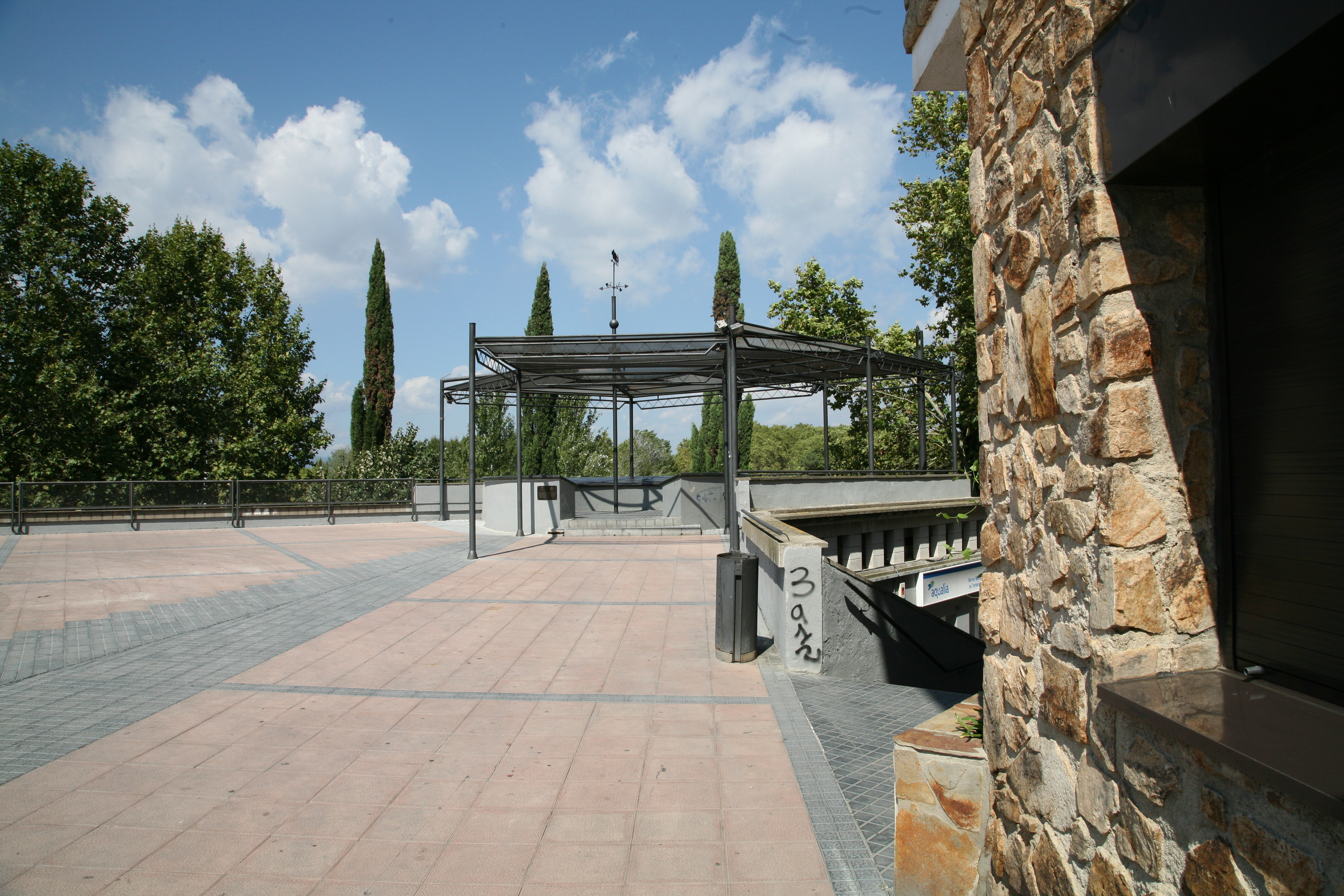
Mirador a la Plaça de la Vila

El topònim 'Tordera', segons la tradició, deriva del llatí turdaria, «lloc de tords», és a dir, terra de tords, documentat al segle X com a Tordaria.
Se situa a l'extrem nord del Maresme, comarca situada a l'Est de Catalunya, si bé és cert que es troba limitant amb de la Selva, comarca de la província de Girona, situació que deixa a Tordera a 35 km de Girona i 67 km de la Ciutat Comtal, Barcelona. Es troba a tan sols 25 km de l'aeroport de Girona-Costa Brava.
Es tracta del municipi amb més extensió del Maresme, i es compon d'un nucli històric que neix just al costat del riu Tordera, que desemboca a la mar Mediterrània, entre Malgrat de Mar i Blanes. Disposa d'un cúmul de barris, així com urbanitzacions disperses per tot el seu territori: St. Daniel, Niàgara Park, Agora Park, St. Pere de Riu, Hortsavinyà, Mas Mora, Mas Reixac, Roca-rossa, Les Ferreres, Can Camps, Sant Llop, Terra Brava i Tordera Parc en són exemples.
Actualment Tordera continua trobant-se en plena expansió demogràfica i econòmica. Exemple d'aquesta situació és la construcció de la seu social de Massimo Dutti d'Espanya i el seu considerable creixement en població en els últims anys, actualment amb gairebé 18.000 habitants, més concretament 17.788 torderenques i torderencs.

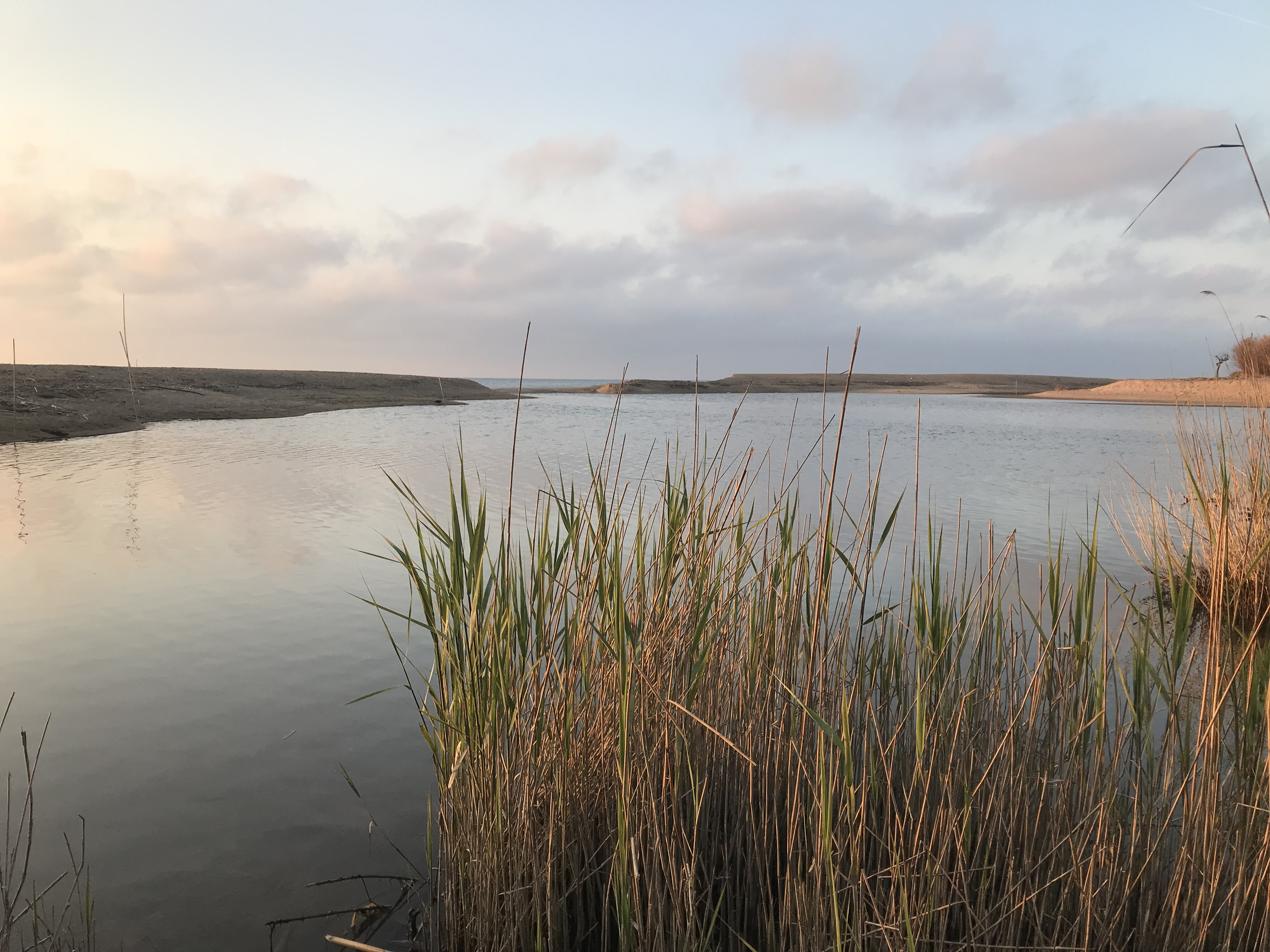
Estany a la desembocadura de La Tordera

Tordera té la seva pròpia ràdio local, així com diverses entitats socials i locals, i està representat pels seus equips d'hoquei, el qual juga en la màxima categoria espanyola (OK lliga), també té equips de futbol i bàsquet tant masculins com femenins; també té una secció de patinatge artístic dins del C.P. Tordera.
Quant a esdeveniments, Tordera és conegut pel seu mercat setmanal que té lloc cada diumenge i al que acudeixen milers de persones de diferents localitats, i fins i tot turistes, especialment en els mesos d'estiu. Altres esdeveniments locals són la seva festa major o la Fira Mercat del Ram.
L'escriptor catalanista i modernista Prudenci Bertrana, que va escriure obres de renom com Josafat, n'és torderenc il·lustre.

## Geografia
- Llista de topònims de Tordera (Orografia: muntanyes, serres, collades, indrets...; hidrografia: rius, fonts...; edificis: cases, masies, esglésies, etc).

És el municipi amb el terme més extens de tot el Maresme, amb una superfície de 84,08 km². Aquest municipi limita amb les localitats agermanades següents:
| Fogars de la Selva      | Maçanet de la Selva | Lloret de Mar            |
| Sant Celoni             |                     | Blanes                   |
| Sant Cebrià de Vallalta | Pineda de Mar       | Santa Susanna, Palafolls |

Tordera és un municipi de vastes extensions. Es troba envoltat de planes, camps i prats, senyals d'identitat del poble. El mar es troba a poc menys de 9 km del poble. La vegetació que envolta a Tordera dota al municipi d'unes característiques no gaire comunes a la seva comarca i, malgrat això, es troba amb prou feines 10 km del mar Mediterrani.
El seu riu, La Tordera, neix en el Massís del Montseny i es tracta d'un riu subterrani que desemboca entre Malgrat de Mar i Blanes. Aquest mateix riu fa que el poble present zones independents, illes formades pel recorregut mateix del riu. En aquestes mateixes zones, encara que no només en aquestes, disposa de parcs naturals i zones de passeig pel mateix meandre del riu.
La ciutat està comunicada per les carreteres BV-5122, GI-600, N-II i les autopistes E-15 i C-32. Pel que fa a la seva ubicació amb relació a la N-II, és un punt molt concorregut en aquesta carretera ateses les seves connexions amb Barcelona, Girona o Mataró, per exemple.
Àgora Parc, per exemple, és una urbanització del municipi. La majoria de les cases són d'una sola planta amb un gran pati i jardí. La urbanització Mas Reixac n'és un cas especial: només quatre carrers dividits per la meitat d'aquesta urbanització pertanyen a Tordera; la resta, a Palafolls.

## Comunicacions
Tordera està força ben comunicada entre el seu propi territori com amb la resta de municipis i altres comarques.
Disposa de diverses vies per les quals entrar i sortir del poble. Exemple d'això és la BV-5122 o la GI-512 en direcció Hostalric i Maçanet de la Selva, respectivament. A part d'aquestes carreteres, la N-II i la C-32 (antiga Via Augusta, segle I a.C), Tordera disposa també de l'A-7 a l'alçada d'Hostalric.

Pel que fa a la xarxa ferroviària, Tordera disposa d'una estació de rodalies que va entrar en vigor el 1859 i per la qual passa, amb freqüència d'una hora, la línia 1 de Rodalies de Catalunya de Barcelona i, recentment, la línia RG1 amb freqüència de dues hores que recorre el trajecte Figueres-l'Hospitalet de Llobregat i que ara permet al passatger no haver de fer cap transbordament a Maçanet-Massanes per anar en direcció Girona.

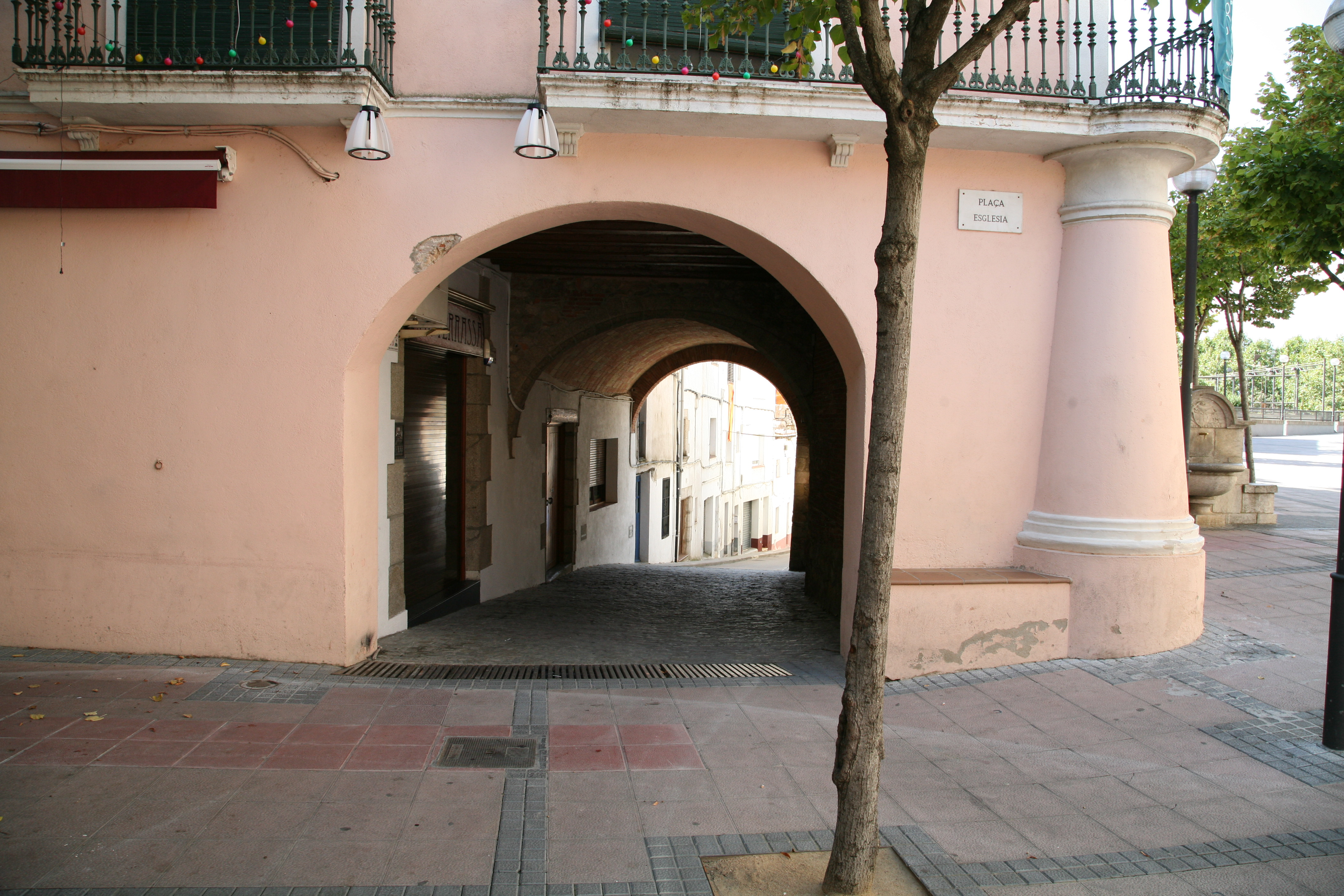
Carrer dels Ferrers

Així mateix, hi ha una línia d'autobusos que va cap a Barcelona.

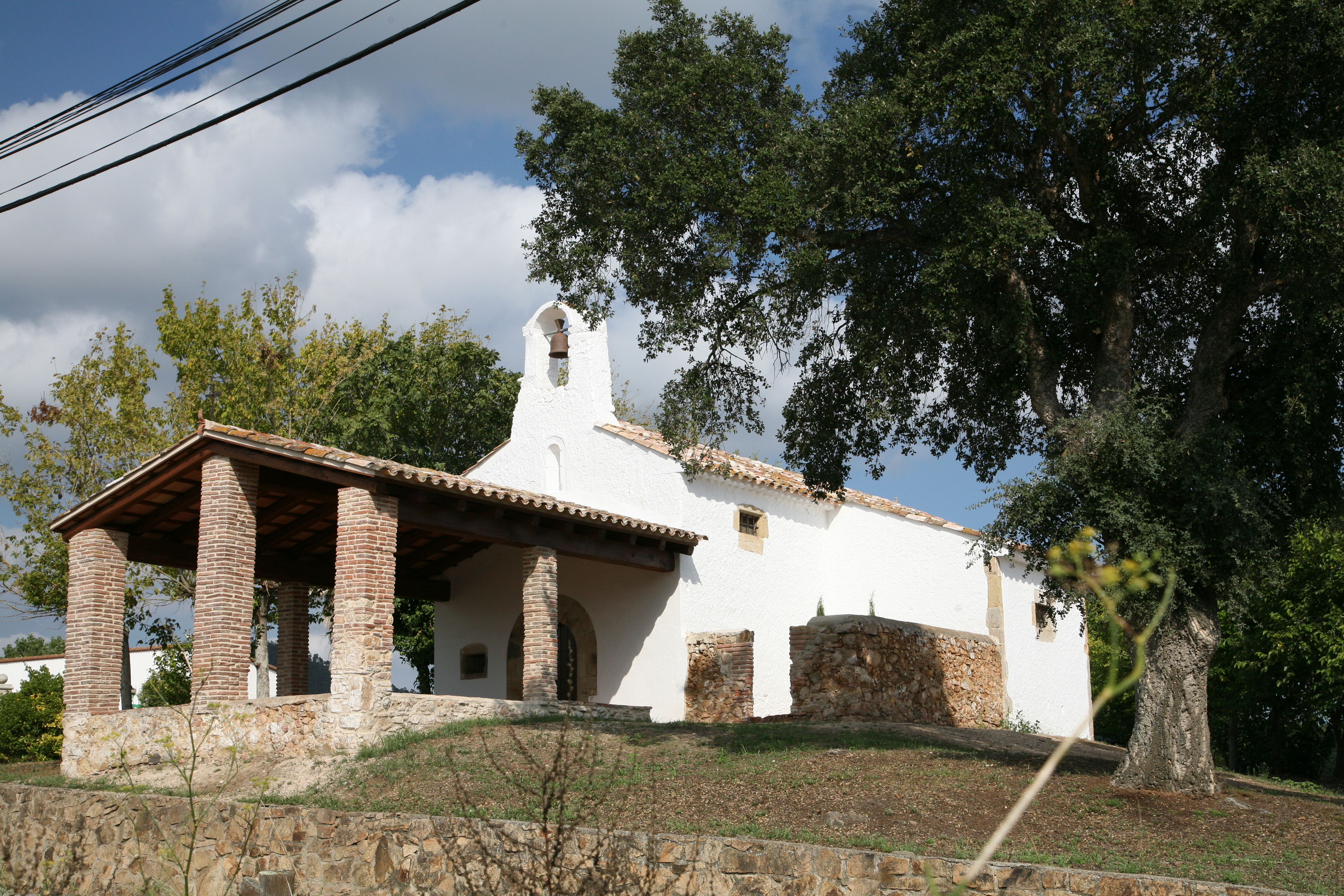
Capella de Sant Daniel a Tordera

Disposa d'una altra línia d'autobusos amb parades a Tordera poble, Palafolls, Blanes, Malgrat de Mar, Santa Susanna, Pineda de Mar, Calella i Girona.
Disposa d'autobús municipal, el TorderaXTots.

## Demografia
Tordera tendeix el 2007 al creixement demogràfic, i pateix una gran transformació en diversos àmbits. Així doncs, aquell any es va treballar en una piscina coberta que seria inaugurada a finals d'any i d'altres equipaments municipals. Tanmateix, aquest creixement ha generat certa controvèrsia, ja que aquesta expansió del nucli urbà es desenvolupa prop de la plana d'inundació de la Tordera. Actualment i, en especial, en els darrers anys, cada cop més població de l'àrea metropolitana de Barcelona decideix canviar el seu domicili i vida per unes condicions laborals i d'habitatge més accessibles en aquesta vila, així com a rodalies.
| 1497 f | 1515 f | 1553 f | 1717  | 1787  | 1857  | 1877  | 1887  | 1900  | 1910  |
| ------ | ------ | ------ | ----- | ----- | ----- | ----- | ----- | ----- | ----- |
| 147    | -      | 171    | 1.257 | 2.044 | 3.869 | 3.324 | 3.252 | 3.048 | 3.215 |

| 1920  | 1930  | 1940  | 1950  | 1960  | 1970  | 1981  | 1990  | 1992  | 1994  |
| ----- | ----- | ----- | ----- | ----- | ----- | ----- | ----- | ----- | ----- |
| 3.312 | 3.357 | 3.336 | 3.593 | 4.483 | 6.431 | 7.546 | 8.249 | 8.476 | 8.476 |

| 1996  | 1998  | 2000  | 2002   | 2004   | 2006   | 2008   | 2010   | 2012   | 2014   |
| ----- | ----- | ----- | ------ | ------ | ------ | ------ | ------ | ------ | ------ |
| 8.918 | 9.181 | 9.798 | 10.325 | 11.719 | 13.420 | 14.800 | 15.641 | 16.318 | 16.345 |

| 2016   | 2018   | 2020   | 2022   | 2024   | 2026 | 2028 | 2030 | 2032 | 2034 |
| ------ | ------ | ------ | ------ | ------ | ---- | ---- | ---- | ---- | ---- |
| 16.453 | 16.937 | 17.519 | 18.022 | 18.780 | -    | -    | -    | -    | -    |

El 1717 incorpora al seu terme municipal Roca Rossa; el 1857, Sant Pere de Riu i Vallmanya; i el 1930, Hortsavinyà.

## Clima
Aquesta vila del Maresme no destaca per una climatologia típica d'un municipi a línia costanera. Més al contrari, els estius acostumen a ser força més calorosos que a les viles veïnes, properes al mar. Si bé és cert que presenta una humitat força elevada per proximitat al mar, pot arribar fàcilment a temperatures de fins a 30-34 °C els mesos d'agost. Destaca per uns hiverns molt frescos on les gelades i les temperatures acostumen a situar-se entre els 8-10 °C durant el dia, mentre que a les nits i matinades solen baixar dels 0 °C els mesos més freds, cosa atípica als pobles de la vora. De fet, presenta una climatologia més típica a la que presenten localitats del prelitoral català.

## Esdeveniments
Com a esdeveniments culturals, destaca la festa major (el 24 d'agost, per sant Bartomeu), l'aplec de Sant Ponç (11 de maig) i la Fira del ram. El mercat setmanal al carrer s'organitza cada diumenge i aplega un gran nombre de visitants de localitats veïnes, així com turistes.
Dins d'aquest mercat podem trobar tot tipus d'aliments, articles de roba o d'higiene personal o fins i tot animals de granja com galls, pollets, ànecs o ocells.

## Equipaments municipals
Tordera té centres d'educació primària, secundària i batxillerat, l'Institut Lluís Companys, així com pavellons esportius, una biblioteca municipal i el Teatre Clavé. Actualment, la població també fa la recollida selectiva de brossa. S'ha dut a terme la reconstrucció del Pont de Ferro, un emblemàtic pont destruït durant una riuada unes dècades enrere, i que té una història singular.

## Llocs d'interès
Al centre de la vila es troba l'església parroquial de Sant Esteve, d'origen romànic-gòtic-clàssic (se'n conserva part de l'altar) que va ser reconstruïda els segles xvi i xviii. Sobretot cal destacar la bellesa del paisatge, pels seus grans boscos i praderes. Com també en destaquen totes les ermites que disposa el poble (Erola, Sant Ponç, Sant Andreu en són tres exemples) la Canònica de Santa Maria de Roca-rossa fundada a mitjan segle xii, i finalment destacar el parc Prudenci Bertrana que se situa a l'illa que forma el riu al seu pas pel municipi. En aquest parc trobem el llac artificial on es concentra una gran diversitat d'espècies animals, i aus migratòries que hi passen les èpoques de migració. Al costat d'aquest llac artificial, al municipi de Tordera també destaquen altres llocs en l'àmbit ambiental.
Destaquem el parc natural del Montnegre-Corredor, on podem visitar Hortsavinyà, també en destaca el braç esquerre del riu Tordera i tots els seus estanys, ja que són de gran bellesa natural. Un dels emblemes del poble encara pot ser visitat, el pont de ferro, ja que va ser reconstruït el 2006 en un moment d'eufòria electoral i com a picada d'ullet retro a la tercera edat. Aquest pont fa recordar els nostàlgics el pont que va haver-hi anteriorment a la localitat i que va ser arrasat pel riu Tordera. Altres llocs per visitar són la plaça de la tirda, al propi municipi al barri de fibra color.

## Entitats
- El Club Patí Tordera està ubicat en aquest municipi, i hi ha una forta afició als esports de patinatge, especialment hoquei sobre patins i patinatge artístic. S'han aconseguit títols estatals i europeus.
- La Colla de Diables de Tordera organitza cada any des de la seva creació, el 1993 el correfoc de Tordera, que se celebra durant la Festa Major el 23 d'agost.
- El col·legi Sant Josep ara anomenat Fundació Privada Educativa Vedruna Girona que forma part d'una xarxa de 37 escoles.
- La Colla Sardanista Antaviana de Tordera, creada l'any 1985, és també molt important al municipi. Aquesta ha aconseguit guanyar campionats a nivell nacional.
- El Club de Bitlles la Penya del Bistec organitza anualment i durant la primera setmana d'agost un torneig de bitlles catalanes a les pistes del Parc de la Sardana. El torneig s'anomena Bitlles a la Fresca i es disputa als vespres, aplegant gran nombre de famílies senceres al voltant d'aquest joc.

Tordera compta amb un important patrimoni arquitectònic d'època medieval, del qual destaquen la parròquia, amb el seu campanar, amb la part baixa preromànica, la mitjana romànica i l'alta gòtica, de Sant Andreu, el monestir de Santa Maria de Roca-rossa (segle xii), la torre de Can Toni Joan, nombroses masies i molins.
Quant a activitats tradicionals, a mitjan segle xix va ser molt important al poble la producció de taps de suro, amb nombroses empreses sureres que donaven feina a un important nombre de tapers.

## Torderencs il·lustres
Categoria principal: torderencs

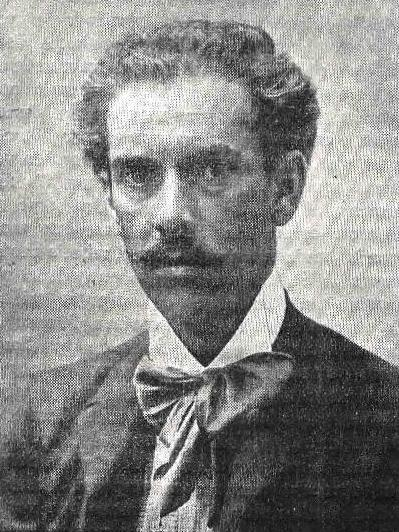
Retrat de Prudenci Bertrana (L'album du Centenaire, 1910)

- Prudenci Bertrana (1867-1941), escriptor modernista, autor de la cèlebre novel·la Josafat (1906).
- Pere Porter (1571-1636), personatge protagonista d'una novel·la anomenada "El cas raro del Pere Porter", on explica quan va entrar a l'infern i després en va tornar a sortir.